# Ahmed Salem Hassan
Ahmed Salem Hassan (arabisch أحمد سالم حسن, DMG Aḥmad Sālim Ḥasan; Lebensdaten unbekannt) war ein ägyptischer Radrennfahrer.

## Sportliche Laufbahn
Salem Hassan war im Bahnradsport und im Straßenradsport aktiv. Er war Teilnehmer der Olympischen Sommerspiele 1924 in Paris. Im Punktefahren schied er aus. Das olympische Straßenrennen beendete er nicht. Über sein weiteres Leben und seine sportlichen Erfolge ist nichts bekannt.